# Verspannung
Als Verspannung wird ein schmerzhafter Zustand insbesondere der Nacken- oder Schultermuskulatur bezeichnet, bei dem sich der Muskeltonus durch Überanstrengung oder einseitige Haltung dauerhaft verstärkt hat. Verspannungen an anderen Körperstellen treten zwar ebenfalls auf, sind aber wesentlich seltener. Um den Muskelschmerz zu vermeiden, nimmt man unbewusst eine Schonhaltung ein, was die Anspannung einiger Muskeln zusätzlich verstärken kann und zu einem Teufelskreis führt.

## Häufigste Ursachen
Eine häufige Ursache von verspannten Schultern oder Nacken ist langes Sitzen in unbewegter Haltung, beispielsweise bei stundenlanger Arbeit am Computer, beim Spielen von Videospielen, langem Schreiben oder Lesen von Büchern. Deshalb wird allgemein empfohlen, auf häufige Haltungswechsel zu achten und mindestens jede Stunde eine 5- bis 10-minütige Pause einzulegen.
Auch eine ungünstige Schlafposition kann zu Verspannungen führen, ferner einseitige oder Fehlhaltungen am Arbeitsplatz und bei der Sportausübung.
Auch psychosomatische Ursachen sind häufig, vor allem lange seelische Belastung und Überforderung. Eine  Studie deutscher Versicherungsanstalten mit über 1200 Personen belegte signifikante Zusammenhänge zwischen subjektivem Befinden und stressauslösenden Vorgängen. Im Berufsalltag nehmen die Stress- und Verspannungsbeschwerden mit steigendem Alter zu und erreichen ihre Höchstwerte bei 44- bis 50-Jährigen.

## Drei oft betroffene Muskeln
Auf langandauernden Stress reagieren vor allem drei Muskeln mit Verkürzungen: der Schulterblattheber, der Trapezmuskel und der Obergrätenmuskel.
Eine Verspannung des Schulterblatthebers kann auch die Hinterkopfnerven irritieren und zu Kopfschmerzen führen, woran etwa 40 Prozent der Erwachsenen zumindest zeitweilig leiden. Ob die Schmerzen primär von den Schulter- und Nackenmuskeln kommen, lässt sich durch Oberflächen-Elektromyografie feststellen.
Die von Stress oder Fehlbelastung lange angespannte Muskulatur  verliert ihre normale Dehnbarkeit und verhärtet sich, was den Muskelschmerz hervorruft.

## Mögliche Therapien und Hilfsmittel
Die Auflockerung von Verspannungen im Oberkörper kann auf mehrfache Art erfolgen, erfordert aber bei chronisch gewordenen Schmerzen erheblichen Zeitaufwand:
1. Massage der betroffenen Körperstellen und ihrer Umgebung
2. Bewegung, da sie wie eine Massage auf die Wirbelsäule wirkt, die Muskulatur lockert und die Nährstoffversorgung des Gewebes anregt
3. regelmäßige Gymnastik, insbesondere der Schulter- und Rückenpartien
4. Wärmebehandlung, z. B. mit Fangopackungen, traditionellem Heizkissen oder einem Körnerkissen
5. zielgerichtete Meditation oder Entspannungsübungen, z. B. Progressive Muskelentspannung
6. Änderung des Lebensstils, Vermeiden von Disstress
7. Ergonomisch besserer Sessel, federnde Rückenlehne o. ä.
8. Geeignetere Matratze, besser geformtes Kopfpolster

Eine weitere Möglichkeit sind Schmerzmittel-Injektionen durch einen Orthopäden oder Hausarzt. Diese haben eine Wirkungsdauer von maximal einem Tag. Diclofenac-Spritzen bieten gegenüber der oralen Einnahme in der Regel keine besonderen Vorteile. Daneben werden noch Cortisonspritzen verwendet.